# Pseudoderopeltis granulifera
Pseudoderopeltis granulifera es una especie de cucaracha del género Pseudoderopeltis, familia Blattidae.

## Distribución
Esta especie se encuentra en Zimbabue.